# هوکلهوفن
شهر هوکلهوفندر ایالت نوردراین-وستفالن در کشور آلمان واقع شده‌است.